# Coccycua cinerea
Coccycua cinerea là một loài chim trong họ Cuculidae.